# Trampin'
Trampin' è il nono album della cantautrice statunitense Patti Smith, pubblicato nel 2004 per l'etichetta discografica Columbia Records.

## Tracce
1. Jubilee - 4:43 -  (Patti Smith, Lenny Kaye, Jay Dee Daugherty)
2. Mother Rose - 4:56 -  (Smith, Tony Shanahan)
3. Stride of the Mind - 3:37 -  (Smith, Oliver Ray)
4. Cartwheels - 6:01 -  (Smith, Kaye)
5. Gandhi - 9:21 -  (Smith, Kaye, Daugherty, Shanahan, Ray)
6. Trespasses - 5:00 -  (Smith, Daugherty)
7. My Blakean Year - 5:16 -  (Smith)
8. Cash - 4:20 -  (Smith, Ray)
9. Peaceable Kingdom - 5:09 -  (Smith, Shanahan)
10. Radio Baghdad - 12:17 -  (Smith, Ray)
11. Trampin' - 2:56 -  (traditionale)

### CD2 (solo versione in doppio CD)
1. Jubilee - 5:03 -  (Patti Smith, Lenny Kaye, Jay Dee Daugherty)
2. Break It Up - 3:55 -  (Smith, Tom Verlaine)
3. Beneath the Southern Cross - 6:38 -  (Kaye, Smith)
4. 25th Floor - 6:57 -  (Smith, Ivan Kral)
5. Cash - 4:26 -  (Smith, Oliver Ray)
6. Seven Ways of Going - 8:17 -  (Smith)
7. Dancing Barefoot - 6:26 -  (Smith, Kral)
8. Free Money - 4:59 -  (Smith, Kaye)
9. Gandhi - 10:38 -  (Smith, Kaye, Daugherty, Tony Shanahan, Ray)
10. Peaceable Kingdom - 5:45 -  (Smith, Shanahan)
11. Gloria - 9:24 -  (Smith, Van Morrison)

## Musicisti
- Patti Smith - Voce, Clarinetto
- Lenny Kaye - Chitarra
- Jay Dee Daugherty - Batteria, Percussioni, Chitarra
- Tony Shanahan - Basso, Tastiere; Organo Hammond, Seconda voce
- Oliver Ray - Chitarra